# Estación 28
La Estación 28 será una de las estaciones del Metro de Brasilia, situada en la ciudad satélite de Ceilândia, entre la Estación Terminal Ceilândia y la Estación 29. La estación estará localizada en el barrio Setor O.
Actualmente el proyecto de la estación está en proceso de elaboración. A finales de 2013 las obras fueron iniciadas. La expectativa es que duren 24 meses, la estación estaría lista, por lo tanto, a finales de 2015.
El nombre Estación 28 se debe a su numeración técnica. Otro nombre deberá ser escogido haciendo referencia a su localización exacta.